# 古贺淳也
古贺淳也（日语：／ Koga Junja，1987年7月19日—），日本男子游泳运动员。

## 生平
埼玉縣熊穀市出身，家中有四兄弟，為其中的次男。5歲開始習泳。畢業於富士見中学校、春日部共栄高校及早稻田大學（運動醫科學科）。

## 主要成績
2009年世界游泳錦標賽男子100米背泳決賽中，以52秒26刷新日本記錄及大會記錄優勝；50米背泳雖只獲銀牌，但亦以24秒24刷新日本記錄。
2010年，古贺代表日本參加廣州亞運會游泳比賽的男子50米及100米仰泳項目，奪得一金一銀的佳績。